# Wilhelmus van Nassouwe
Wilhelmus van Nassouwe, på nederlandsk også kaldet Het Wilhelmus, er siden 1932 Nederlandenes nationalsang.
Sangen handler om Vilhelm 1. af Nederlandene og frihedskampen mod Spanien. Den blev skrevet i 1574, hvilket gør den til den ældste nationalsang i verden. Det har dog været omstridt, da den først blev officielt anerkendt som nationalsang den 10. maj 1932, mens den japanske nationalsangs tekst (ikke melodi) stammer fra det niende århundrede. Det kan bemærkes at Willem i første strofes anden linje betegner sig selv som værende van Duitsen bloed, "af tysk blod": Nederlandene og nederlandsk blev endnu langt oppe i tiden betragtet som en del af det (neder)tyske sprogområde (se nærmere i den tyske version af artiklen).  
Sangen afspejler Vilhelm 1.'s konflikt i forbindelse med opstanden i Nederlandene. På den ene side prøver han at være tro mod den spanske konge, på den anden side er han først og fremmest tro mod sin samvittighed som foreskriver ham at tjene Gud og den nederlandske befolkning.
Sangen består af femten couplets, som udgør et akrostikon: de første bogstaver i versene danner navnet Willem van Nassov. V heri er som det romerske bogstav u og de vers som derefter begynder med s, har i nutidens nederlandsk z som initial.
| Vilhemus på nutidens nederlandsk: | Original tekst: |
| --- | --- |
| 1. couplet Wilhelmus van Nassouwe ben ik, van Duitsen bloed, den Vaderland getrouwe blijf ik tot in den dood. Een prinse van Oranje ben ik, vrij onverveerd, den Koning van Hispanje heb ik altijd geëerd. 2. couplet In Godes vrees te leven heb ik altijd betracht, daarom ben ik verdreven, om land, om luid gebracht. Maar God zal mij regeren als een goed instrument, dat ik zal wederkeren in mijnen regiment. 3. couplet Lijdt u, mijn onderzaten die oprecht zijt van aard, God zal u niet verlaten, al zijt gij nu bezwaard. Die vroom begeert te leven, bidt God nacht ende dag, dat Hij mij kracht zal geven, dat ik u helpen mag. 4. couplet Lijf en goed al te samen heb ik u niet verschoond, mijn broeders hoog van namen hebben 't u ook vertoond: Graaf Adolf is gebleven in Friesland in den slag, zijn ziel in 't eeuwig leven verwacht den jongsten dag. 5. couplet Edel en hooggeboren, van keizerlijken stam, een vorst des rijks verkoren, als een vroom christenman, voor Godes woord geprezen, heb ik, vrij onversaagd, als een held zonder vrezen mijn edel bloed gewaagd. 6. couplet Mijn schild ende betrouwen zijt Gij, o God mijn Heer, op U zo wil ik bouwen, Verlaat mij nimmermeer. Dat ik doch vroom mag blijven, uw dienaar t'aller stond, de tirannie verdrijven die mij mijn hart doorwondt. 7. couplet Van al die mij bezwaren en mijn vervolgers zijn, mijn God, wil doch bewaren den trouwen dienaar dijn, dat zij mij niet verrassen in hunnen bozen moed, hun handen niet en wassen in mijn onschuldig bloed. 8. couplet Als David moeste vluchten voor Sauel den tiran, zo heb ik moeten zuchten als menig edelman. Maar God heeft hem verheven, verlost uit alder nood, een koninkrijk gegeven in Israël zeer groot. 9. couplet Na 't zuur zal ik ontvangen van God mijn Heer dat zoet, daarna zo doet verlangen mijn vorstelijk gemoed: dat is, dat ik mag sterven met eren in dat veld, een eeuwig rijk verwerven als een getrouwen held. 10. couplet Niet doet mij meer erbarmen in mijnen wederspoed dan dat men ziet verarmen des Konings landen goed. Dat u de Spanjaards krenken, o edel Neerland zoet, als ik daaraan gedenke, mijn edel hart dat bloedt. 11. couplet Als een prins opgezeten met mijner heires-kracht, van den tiran vermeten heb ik den slag verwacht, die, bij Maastricht begraven, bevreesde mijn geweld; mijn ruiters zag men draven zeer moedig door dat veld. 12. couplet Zo het den wil des Heren op dien tijd had geweest, had ik geern willen keren van u dit zwaar tempeest. Maar de Heer van hierboven, die alle ding regeert, die men altijd moet loven, en heeft het niet begeerd. 13. couplet Zeer christlijk was gedreven mijn prinselijk gemoed, standvastig is gebleven mijn hart in tegenspoed. Den Heer heb ik gebeden uit mijnes harten grond, dat Hij mijn zaak wil redden, mijn onschuld maken kond. 14. couplet Oorlof, mijn arme schapen die zijt in groten nood, uw herder zal niet slapen, al zijt gij nu verstrooid. Tot God wilt u begeven, zijn heilzaam woord neemt aan, als vrome christen leven,- 't zal hier haast zijn gedaan. 15. couplet Voor God wil ik belijden en zijner groten macht, dat ik tot genen tijden den Koning heb veracht, dan dat ik God den Heere, der hoogsten Majesteit, heb moeten obediëren in der gerechtigheid. | 1. couplet Wilhelmus van Nassouwe Ben ick van Duytschen Bloedt, Den Vaderland ghetrouwe Blijf ick tot inden doet; Een Prince van Orangien Ben ick vry onverveert. Den Coninck van Hispangien Heb ick altijt gheeert. 2. couplet In Godes vrees te leven Heb ick altijt betracht, Daerom ben ick verdreven Om Land, om Luyd ghebracht: Maer Godt sal my regeren Als een goet Instrument, Dat ick sal wederkeeren In mijnen Regiment. 3. couplet Lijdt U, mijn Ondersaten, Die oprecht zijn van aert, Godt sal u niet verlaten Al zijt ghy nu beswaert: Die vroom begheert te leven, Bidt Godt nacht ende dach. Dat Hy my cracht wil gheven Dat ick u helpen mach. 4. couplet Lijf ende goed al te samen Heb ick u niet verschoont, Mijn Broeders, hooch van Namen, Hebbent u oock vertoont: Graef Adolff is ghebleven, In Vrieslandt in den Slach, Sijn siel int eewich leven Verwacht den jonghsten dach. 5. couplet Edel en Hooch gheboren Van Keyserlicken stam: Een Vorst des Rijcks vercoren, Als een vroom Christen-man, Voor Godes Woort ghepreesen, Heb ick vrij onversaecht, Als een helt zonder vreesen Mijn edel bloet gewaecht. 6. couplet Mijn schilt ende betrouwen Zijt ghy, O Godt, mijn Heer. Op U soo wil ick bouwen, Verlaet my nimmermeer; Dat ick doch vroom mag blijven U dienaer t'aller stond Die tyranny verdrijven, Die my mijn hert doorwondt. 7. couplet Val al die my beswaren, End mijn vervolghers zijn, Mijn Godt wilt doch bewaren Den trouwen dienaer dijn: Dat sy my niet verasschen In haeren boosen moet, Haer handen niet en wasschen In mijn onschuldich bloet. 8. couplet Als David moeste vluchten Voor Saul den tyran: Soo heb ick moeten suchten Met menich edelman: Maer Godt heeft hem verheven, Verlost uit alder noot, Een Coninckrijck ghegheven In Israël, seer groot. 9. couplet Na tsuer sal ick ontfanghen Van Godt, mijn Heer, dat soet, Daer na so doet verlanghen Mijn vorstelick ghemoet, Dat is, dat ick mag sterven Met eeren, in dat velt, Een eeuwich rijk verwerven Als een ghetrouwe helt. 10. couplet Niets doet my meer erbarmen In mijnen wederspoet, Dan dat men siet verarmen Des Conincks landen goet, Dat ud de Spaengiaerts crencken, O edel Neerlandt soet, Als ick daeraen ghedencke, Mijn edel hert dat bloet. 11. couplet Als een Prins opgheseten Met mijnes heyres cracht, Van den tyran vermeten Heb ick den slach verwacht, Die, by Maestricht begraven, Bevreesde mijn ghewelt; Mijn ruyters sach men draven Seer moedich door dat velt. 12. couplet Soo het den wil des Heeren Op die tijt had gheweest, Had ick geern willen keeren Van u dit swaer tempeest: Maer de Heer van hier boven Die alle dinck regeert, Die men altijt moet loven, En heeftet niet begeert. 13. couplet Seer Prinslick was ghedreven Mijn princelick ghemoet, Stantvastich is ghebleven Mijn hert in teghenspoet, Den Heer heb ick ghebeden Van mijnes herten gront, Dat Hy mijn saeck wil reden, Mijn onschult doen oircont. 14. couplet Oorlof mijn arme schapen, Die zijt in grooten noot. U Herder sal niet slapen, Al zijt ghy nu verstroit: Tot Godt wilt u begheven, Sijn heylsaem woort neemt aen, Als vrome Christen leven, Tsal hier haest zijn ghedaen. 15. couplet Voor Godt wil ick belijden End sijner grooter macht, Dat ick tot gheenen tijden Den Coninck heb veracht: Dan dat ick Godt den Heere, Der hoochster Majesteyt, Heb moeten obedieren, In der gherechticheyt. |